# Castelnuovo Berardenga
Castelnuovo Berardenga – miejscowość i gmina we Włoszech, w regionie Toskania, w prowincji Siena.
Według danych na rok 2004 gminę zamieszkiwało 7417 osób, 41,9 os./km².